# Friedrich Schilcher
Pour les articles homonymes, voir Schilcher.
Friedrich Schilcher, né le 31 août 1811 à Vienne, décédé le 6 mai 1881 dans la même ville, est un peintre autrichien de portraits et d'histoire.

## Biographie
Friedrich Schilcher étudie à l'académie des beaux-arts de Vienne. Entre 1876 et 1878 il est président de la Künstlerhaus Wien. Il repose au cimetière central de Vienne (Gruppe 15E).
En 1975, la Schilchergasse dans l'arrondissement Penzing (14. Bezirk) de Vienne a été renommé à son nom.

## Œuvres
- Restauration des fresques du plafond Marcantonio Chiarini dans le Stadtpalais des Prinzen Eugen, Himmelpfortgasse 8, Wien 1 (1841)
- Restauration des fresques du plafond dans la grande salle de réunion de la Niederösterreichischen Landhauses, Herrengasse 13, Wien 1
- Rideau de scène pour le Théâtre national de Hongrie, Budapest
- Retable pour l'église Ladislas, Oradea
- Vertus cardinales, fresque de la Prälatenhof de l'abbaye de Melk (1852)
- Gloire de Saint Benoît, fresque du plafond dans le hall d'entrée, abbaye de Melk (1852)
- Die dienenden Engel, retable, St. Josefskirche (1852)
- Fresque dans le caveau de famille Finsterle, Pfarrfriedhof Kahlenbergerdorf à Kahlenbergerdorf
- Décoration de l'église paroissiale de Leobersdorf (1859–1862)
- Fresques pour les linteaux du palais Schwarzenberg, Vienne
- Rideau de fer pour le Theater an der Wien
- Allégorie de l'Austriche, fresque dans la grande salle à manger de l'Hôtel Autriche (détruite en 1945)
- Engelreigen, Josefskirche am Kahlenberg
- Portrait du prince Aloïs II de Liechtenstein (collection du Liechtenstein, Inv. Nr. GE 1841), huile sur toile, 55,4 × 47,4 cm

D'autres tableaux sont exposés au musée de Vienne (Autriche) et dans la galerie de l'Académie des Beaux-Arts de Vienne.